# Союз-7 (ракета-носитель)
«Союз-7» (ранее «Амур-СПГ», «Союз-СПГ») — разрабатываемая многоразовая двухступенчатая ракета-носитель среднего класса на метановом двигателе РД-0169. Предполагается, что после 2026 года она сможет заменить всё семейство ракет-носителей «Союз-2». Стартовый стол будет располагаться на космодроме Восточный (третья очередь строительства). 12 апреля 2022 года глава Роскосмоса Дмитрий Рогозин заявил, что «Союз-СПГ» появится только после завершения эксплуатации «Союза-2».

## История разработки

### Ход работ по проекту
| Вид работ                                      | Сроки                          |
| ---------------------------------------------- | ------------------------------ |
| Разработка двигателя-демонстратора РД-0177     | 2019 — конец 2021              |
| Эскизное проектирование РН                     | октябрь 2020 — IV квартал 2022 |
| Техническое проектирование РН                  | март 2023 — конец 2024         |
| Первый образец двигателя-демонстратора РД-0177 | 2023                           |
| Создание двигателя серийного двигателя РД-0169 | конец 2025                     |
| Доработка наземного комплекса                  | 2022—2026                      |
| Создание летного варианта носителя             |                                |
| Лётно-конструкторские испытания                | 2028—2030                      |

### Хронология разработки
С 2013 года проект был известен под названием «Союз-5».
- 27 марта 2013 года генеральный директор «ЦСКБ-Прогресс» Александр Кирилин сообщил СМИ, что предприятие в качестве собственного инициативного проекта в рамках НИР «Магистраль» ведёт разработку нового современного носителя среднего класса «Союз-5», в котором будет использоваться сжиженный природный газ в качестве компонента топлива. Ракета создается по двухступенчатой схеме с двумя боковыми блоками[6][7].
- В июне 2013 года модель ракеты-носителя «Союз-5» была представлена в экспозиции «ЦСКБ‑Прогресс» на 50-м международном авиасалоне в Ле-Бурже. Александр Кирилин сообщил, что носитель будет способен выводить полезную нагрузку 8,0—8,5 тонн на НОО[8].
- 12 августа 2013 года в интервью газете «Волжская коммуна» Александр Кирилин на вопрос о проекте ракеты «Союз-5» ответил, что в ближайшие годы необходимо оптимизировать затраты по созданию ракет-носителей, именно в этом направлении движется «ЦСКБ-Прогресс» при создании носителя «Союз-5»[9].
- В августе 2013 года макет ракеты-носителя «Союз-5» был представлен в экспозиции «ЦСКБ‑Прогресс» на МАКС-2013. По словам Александра Кирилина, перспективный носитель разрабатывается в нескольких вариантах. На первой ступени базовой модификации «Союз-5.1» может применяться двигатель РД-0164, а на второй — РД-0124М[10].
- В июле 2014 года в интервью СМИ Александр Кирилин рассказал, что РКЦ «Прогресс» работает над тем, чтобы проект двухступенчатой ракеты-носителя «Союз-5» был включён в Федеральную космическую программу. По предварительным расчетам, запуск данного носителя будет примерно в 1,5 раза дешевле, чем запуск ракеты-носителя «Союз-2»[11].
- В феврале 2015 года Александр Кирилин сообщил, что РКЦ «Прогресс» заканчивает разработку эскизного проекта «Союз-5», экономическая эффективность которой достигается за счёт унификации и снижения номенклатуры деталей сборочных единиц. Проект будет предложен для включения в федеральную космическую программу на 2016—2025 годы[12].
- 18 августа 2015 года генеральный директор РКЦ «Прогресс» Александр Кирилин сообщил СМИ, что разрабатываемая новая ракета-носитель «Союз-5» будет иметь стартовую массу 270 тонн и работать на экологически чистом топливе (сжиженный природный газ, СПГ) и специально созданных для неё двигателях. На первую ступень ракеты планируется установить двигатель под проектным номером РД-0164, на вторую ступень — РД-0169. Работа над двигателями находится на стадии эскизного проектирования. Оба будут работать на сжиженном природном газе и жидком кислороде[13]. В настоящее время завершается эскизное проектирование. Ориентировочно первый летный образец новой ракеты может быть создан в 2021—2022 годах[14].

В 2017 году проект ракеты-носителя под названием «Сункар» (также «Феникс») переименовали в «Союз-5» (позднее ей дали название «Иртыш», а проект РН+стартовая площадка стал называться "Байтерек"), забрав таким образом оригинальное название у метановой ракеты создаваемой РКЦ «Прогресс».
- 18 июля 2017 года Александр Кирилин на авиасалоне МАКС-2017 сообщил СМИ, что проект ракеты на СПГ продолжен под наименованием «Союз-7»[16].
- По состоянию на конец октября 2017 года состоялась серия огневых испытаний двигателя РД-0162Д2А тягой 40 тонн; разработан эскизный проект на кислородно-метановый двигатель тягой 85 тонн[17]. Следующий этап предусматривает выпуск конструкторской документации на двигатель тягой 85 тонн, а также продолжение подготовки производства и изготовление энергетических установок для отработки отдельных систем двигателя[18].
- 17 апреля 2018 года вице-премьер РФ Дмитрий Рогозин по итогам посещения производственной площадки Конструкторского бюро химавтоматики (КБХА) сообщил СМИ, что правительство рассмотрит вариант создания ракеты «Союз-5» не на кислород-керосиновом, а на принципиально новом метановом двигателе[19].
- 31 мая 2018 года генеральный директор НПО «Энергомаш» Игорь Арбузов в интервью СМИ сообщил, что до 2020 года должен быть создан и испытан двигатель с тягой 85 тонн[20].
- 31 июля 2018 года глава НПО «Энергомаш» Игорь Арбузов сообщил СМИ, что предприятие приступило к разработке принципиально нового ракетного двигателя на метане, который получил наименование РД-169. Опыт по метановым технологиям был получен при разработке двигателя РД-0146, предназначавшегося для кислородно-водородного разгонного блока для РН «Ангара-А5В». Испытания метанового двигателя могут начаться через 3—4 года. Процессы проектирования ракеты-носителя и метанового двигателя могут вестись параллельно, и тогда через 5—6 лет можно выйти на создание такого носителя[21].
- 1 апреля 2019 года глава Роскосмоса Дмитрий Рогозин заявил СМИ, что госкорпорация не может вести разработку перспективных метановых двигателей для многоразовых ракет по причине того, что все свободные деньги направлены на погашение долгов Центра им. Хруничева. В случае появления средств метановый двигатель, благодаря наработкам КБХА, можно было бы сделать за 2—3 года[22].
- 23 мая 2019 года глава Роскосмоса Дмитрий Рогозин на лекции в МГУ сообщил, что Россия создаст новую многоразовую ракету грузоподъемностью 9 тонн на метановых двигателях, которая заменит ракеты «Союз». Создание двигателя для такой ракеты будет заложено в новую редакцию Федеральной космической программы[23].
- 27 августа 2019 года глава Роскосмоса Дмитрий Рогозин на Международном авиационно-космическом салоне МАКС-2019 сообщил, что прототип метанового двигателя возможно создать за несколько лет[24].
- 6 сентября 2019 года Владимир Путин на совещании,  проведённом на космодроме Восточный, поддержал предложение Роскосмоса о создании новой линейки российских ракет[25].
- 26 сентября 2019 года на сайте госзакупок был размещён контракт на создание Воронежским КБХА метанового двигателя с начальной (максимальной) ценой 765,78 млн рублей с датой окончания работ 15 ноября 2021 года («Создание ракетных двигателей нового поколения и базовых элементов маршевых двигательных установок перспективных средств выведения в части работ 2019—2021 годов»; шифр СЧ ОКР: «ДУ СВ» (2021)). Согласно техзаданию, двигатель получил название РД0177, тяга должна составлять 85 тс, земной удельный импульс — 312 с, а масса не должна превышать 2200 кг[26].
- 25 ноября 2019 года исполнительный директор Роскосмоса по перспективным программам и науке Александр Блошенко в интервью СМИ сообщил, что летный вариант ракеты при условии выделения финансирования можно будет создать к концу 2024 года, а первый старт выполнить в 2025 году. К настоящему моменту РКЦ «Прогресс» проработал компоновку ракеты и варианты стартовых комплексов под неё; эскизный проект должен быть подготовлен к концу 2020 года. Новая ракета в отличие от «Союза-2» не будет иметь боковых блоков, а получит тандемную схему — один блок на первой ступени, один на второй, то есть по компоновке будет внешне похожа на «Зенит»[27]. На первой и второй ступенях планируется использовать соответственно земную и высотную версии перспективного двигателя РД-0169, опытный образец которого получил индекс РД-0177. Двигатель в перспективе будет сертифицирован на многоразовое применение[28].

С 2020 года проект стали называть «Союз-СПГ», поскольку название «Союз-7» вероятнее всего будет отдано для версии «Союза-5» под «Морской старт».
- 16 января 2020 года генеральный директор РКЦ «Прогресс» Дмитрий Баранов на пресс-конференции в Самаре сообщил СМИ, что стоимость запуска метановой ракеты должна быть вдвое ниже, чем пуск «Союза-2»[33].
- 23 июня 2020 года источники в ракетно-космической отрасли сообщили СМИ, что Роскосмос утвердил техзадание на разработку эскизного проекта космического ракетного комплекса с новой ракетой-носителем на сжиженном природном газе (метане) и жидком кислороде в качестве топлива, контракт на этап проектирования планируется подписать в ближайшие месяцы. Опытно-конструкторская работа получила шифр «Амур-СПГ»[34].
- 7 августа 2020 года глава Роскосмоса Дмитрий Рогозин сообщил СМИ, что «Союз-СПГ» будет способен совершить 100 запусков (по сравнению с Falcon 9, который рассчитан на 10 запусков)[35].
- 21 августа 2020 года Роскосмос на сайте госзакупок опубликовал конкурс на создание космического ракетного комплекса (КРК) с ракетой-носителем «Амур» на космодроме Восточный на сжиженном природном газе и возвращаемой первой ступенью. Опытно-конструкторская работа будет называться «Амур-СПГ», сама ракета — «Амур». Срок подготовки эскизного проекта — до 21 декабря 2020 года, начальная стоимость тендера — 407 млн руб. Стоимость пусковой услуги, включая стоимость серийной PH «Амур», головного обтекателя, разгонного блока, работ по организации пусковой услуги и адаптации полезной нагрузки для всех сочетаний сценариев пуска, в конфигурации с повторным (до 10 раз) использованием блока первой ступени и без разгонного блока не должна превышать 22 млн долларов. Себестоимость запуска ракеты «Амур» без посадки блока первой ступени и её повторного использования и без применения разгонного блока должна составлять не более 30 млн долларов. Без возвращения первой ступени, но с разгонным блоком — не более 35 млн долларов[36].
- 27 августа 2020 года генеральный директор НПО «Энергомаш» Игорь Арбузов в интервью СМИ сообщил, что к настоящему времени проведены испытания отдельных элементов агрегатов двигателя-демонстратора РД-0177 — газогенератора, смесительной головки, поэтому предприятие переходит к работам уже непосредственно по изготовлению этого двигателя. По демонстратору работы предполагается завершить в 2021 году. Первый образец метанового двигателя РД-0177 будет изготовлен в 2022–2023 годах; впоследствии будет построен его летный вариант — РД-0169[37].
- 22 сентября 2020 года из документации на сайте госзакупок стало известно, что частная компания «Космокурс», помимо Центра им. Хруничева и РКЦ «Прогресс», примет участие в конкурсе на создание «Союза-7». Впервые в России частная компания будет соперничать с государственными в праве на создание ракеты-носителя[38].
- 22 сентября 2020 года РКЦ «Прогресс» выиграл конкурс на разработку метановой ракеты «Амур-СПГ». Согласно опубликованным данным, стоимость работ по созданию эскизного проекта ракеты-носителя среднего класса, работающей на сжиженном природном газе, составит 407 млн рублей[39].

### Эскизное проектирование
- 5 октября 2020 года Госкорпорация «Роскосмос» и Ракетно-космический центр «Прогресс» заключили государственный контракт на эскизное проектирование по теме «Создание на космодроме Восточный космического ракетного комплекса с ракетой-носителем среднего класса «Амур-СПГ» на сжиженном природном газе»[40].
- 19 октября 2020 года РКЦ «Прогресс» приступил к эскизному проектированию «Амура-СПГ»[41].
- 11 января 2021 года глава Роскосмоса Дмитрий Рогозин в социальной сети сообщил, что, предположительно, элементы «Амура-СПГ» будут использоваться в сверхтяжёлой ракете-носителе «Енисей», поскольку оба проекта «должны родиться в одном техническом семействе»[42].
- 17 января 2021 года Роскосмос на сайте госзакупок опубликовал материалы, согласно которым многоразовость первой ступени «Амура-СПГ» с двигателем РД-0169 должна составить не менее 10 запусков, но также при разработке должны быть рассмотрены мероприятия для увеличения возможности использования до 25, 50 раз[43].
- 30 мая 2021 года стала известна дата к которой должен быть испытан новый двигатель РД-169 — это ноябрь 2025 года, сдвиг примерно на 2 года от первоначальных сроков.[4]
- 10 февраля 2021 года генеральный директор РКЦ «Прогресс» Дмитрий Баранов сообщил СМИ, что эскизное проектирование «Амура-СПГ», которое изначально должно было завершиться в конце 2020 года, будет закончено в третьем квартале 2021 года. По его словам, эскизное проектирование завершено на 95 %, в данное время идет работа над ошибками, потому что ракета-носитель абсолютно новая[44].
- В начале апреля 2021 года исполнительный директор Роскосмоса по перспективным программам и науке Александр Блошенко сообщил СМИ, что эскизное проектирование «Амура-СПГ» закончится в сентябре[45].
- 31 августа 2021 года пресс-служба РКЦ «Прогресс» сообщила СМИ, что эскизный проект на космический ракетный комплекс «Амур-СПГ» проходит экспертизу в головных научно-исследовательских институтах ракетно-космической отрасли, большинство НИИ выдало положительные заключения на материалы эскизного проекта. При этом на предприятии не исключили возможность увеличения сроков его разработки из-за необходимости его доработки. Возможная доработка и улучшение эскизного проекта связана с дополнительными предложениями головного заказчика о подключении к проекту организаций ПАО «Газпром», а также  проведённых в опережающем порядке работ по рекогносцировке на космодроме Восточный[46].
- 15 декабря 2021 года пресс-служба РКЦ «Прогресс» сообщила СМИ, что окончательные сроки завершения эскизного проектирования "Амура" будут установлены после оценки вариантов двигателя второй ступени. Сейчас предприятия интегрированной структуры ракетного двигателестроения Роскосмоса ведут подготовку инженерных записок по вариантам построения наиболее оптимального по конструкции и наиболее энергетически эффективного двигателя второй ступени[47].
- 4 февраля 2022 года генеральный директор НПО автоматики имени Семихатова Андрей Мисюра сообщил СМИ, что в 2021 году предприятие приступило к работам по созданию системы управления ракеты «Амур-СПГ»[48].
- 12 апреля 2022 года глава Роскосмоса Дмитрий Рогозин сообщил СМИ, что «Амур-СПГ» не появится раньше завершения эксплуатации «Союза-2». В то же время, в 2024 году в России должны создать метановый двигатель РД-0169 и провести все необходимые его испытания[49].
- 24 октября 2022 года экспертной группой головных научно-исследовательских организаций ракетно-космической промышленности на базе АО «ЦНИИмаш» выдано положительное заключение с рекомендацией к утверждению результатов составных частей ОКР и переходу к процедуре защиты эскизного проекта перед государственным заказчиком во второй половине ноября 2022 года на заседании Научно-технического совета Роскосмоса[50].

### Техническое проектирование
- 9 марта 2023 года подписан государственный контракт на разработку технического проекта на ракетный комплекс «Амур-СПГ». На стадии технического проектирования необходимо будет рассмотреть возможность использования ракеты для выведения на орбиту пилотируемых кораблей. Этот вопрос предстоит изучить специалистам РКЦ «Прогресс». Завершить техническое проектирование ракеты-носителя планируется до конца 2024 года[3].
- 12 апреля 2023 года стало известно, что НПО автоматики им. Семихатова разработает технический проект универсальной трансформируемой системы управления для различных версий ракеты-носителя «Амур-СПГ». Разработку можно будет адаптировать как для возвращаемой первой ступени будущей метановой ракеты, так и для пусков в одноразовом варианте[51].
- 26 апреля 2023 года глава Роскосмоса Юрий Борисов в рамках просветительского марафона общества «Знание» сообщил, что первую ступень «Амур-СПГ» можно будет запускать более 50, может быть, даже более 100 раз[52].
- 28 июля 2023 года заместитель генерального директора РКЦ «Прогресс» по развитию Даниил Субботин сообщил СМИ, что первый пуск «Амур-СПГ» с возвращаемой ступенью может состояться в 2028—2030 годах[5].

### Ожидаемые события
- ноябрь 2025 года — завершение испытаний метанового РД-169 и готовый для запуска двигатель[4]
- 2028—2030 годы — первый пуск «Амура-СПГ» с возвращаемой ступенью.

## Конструкция и сравнение с аналогами
В «Амур-СПГ» будут применяться передовые композитные материалы и современные технологии вроде 3D-печати.

### Первая ступень
5 метановых двигателей РД-0169А (одна камера сгорания) с тягой 100 тс.

### Вторая ступень
1 метановый двигатель РД-0169В-1 (одна камера сгорания) с тягой 95 тс.

### Стартовый стол
Для запусков «Союза-7» в целях экономии средств предполагается упрощение конструкции стартового стола на космодроме Восточный, таким образом не планируется строить капитальные сооружения в соответствии с требованиями советского образца. Планируется отсутствие боковых опор с противовесами, башни обслуживания, подземных сооружений. Другая причина обособления инфраструктурного комплекса метанового носителя на Восточном — должен быть обеспечен высокий уровень сервиса для заказчиков, гостей и туристов, создана открытая и комфортная смотровая площадка.
- 21 августа 2020 года Роскосмос на сайте госзакупок опубликовал тендер на постройку на космодроме Восточный нового технического комплекса для обслуживания «Амура» и нового стартового стола для него. При этом для работы с космическими аппаратами, которые будет выводить ракета, и головными частями ракеты будут использоваться уже имеющиеся на космодроме технические комплексы для ракет «Союз-2». Предполагается, что стартовый стол «Амура» должен обеспечивать до 15 пусков в год. Многоразовая первая ступень ракеты-носителя будет совершать посадку на наземные спецплощадки, расположенные в районе стартового комплекса или по ходу трассы полета[54].
- 11 января 2021 года глава Роскосмоса Дмитрий Рогозин в социальной сети сообщил, что возведение стартового стола для «Амура-СПГ» станет элементом третьей очереди строительства космодрома Восточный[55].
- 29 июня 2021 года начала работу рекогносцировочная комиссия по определению расположения стартового комплекса[56].
- 4 сентября 2021 года глава Роскосмоса Дмитрий Рогозин сообщил СМИ, что стартовый комплекс для ракеты «Амур-СПГ» является третьей очередью строительства космодрома Восточный и начнет возводиться сразу после завершения второй очереди (для ракет-носителей «Ангара»)[57].

### Система увода со стартового стола
19 апреля 2021 года ответственный за реализацию проекта «Амур-СПГ» Игорь Пшеничников сообщил СМИ, что для «Амура» создается система увода от стартового стола в случае аварии и система горячего резервирования. В случае выхода из строя одного из двигателей он будет отключён, а другие форсированы; при этом рассматривается возможность выполнения миссии, но вернуть ступень не получится, она улетит в одноразовом виде. Если отказ произойдет непосредственно во время старта или близко к земле, вывести ракету не удастся из-за большой массы. Поэтому носитель будет уведён на безопасное расстояние, чтобы стартовый стол не был повреждён.

### Возможность модернизации
В рамках дальнейшего развития программы «Амур» рассматривается создание носителя с повышенной грузоподъемностью или использование первой метановой ступени ракеты в тяжёлом носителе. Имеются предложения конструкторов по созданию ракеты повышенной грузоподъемности весом 440 тонн с возможностью вывода на НОО полезной нагрузки массой свыше 17 тонн (сопоставимо с возможностями РН «Союз-5»). Этот же блок также потенциально мог бы использоваться как боковой блок сверхтяжёлой ракеты-носителя «Енисей».
|                                         | Союз-СПГ                                                                                       | Союз-2.1б        | Союз-6      |
| --------------------------------------- | ---------------------------------------------------------------------------------------------- | ---------------- | ----------- |
| Год первого пуска                       | 2030                                                                                           | 2006             | 2025 (план) |
| Высота (макс), м                        | 55                                                                                             | 46,0             |             |
| Количество ступеней                     | 2                                                                                              | 3                | 2           |
| Разгонный блок                          | Фрегат                                                                                         | Фрегат           | Фрегат      |
| Тяга (на уровне земли), тс              |                                                                                                | 423              |             |
| Стартовая масса, т                      | 360                                                                                            | 313              |             |
| Полезная нагрузка на НОО (Восточный), т | 12 (одноразовый вариант) / 10,5 (многоразовый вариант)                                         | 8,2              | 9,3         |
| Полезная нагрузка на ССО (Восточный), т | 4,7                                                                                            |                  | 5,5         |
| Полезная нагрузка на ГПО (Восточный), т | 2,6                                                                                            | 2,0              | 2,3         |
| Полезная нагрузка на ГСО (Восточный), т | 1,2                                                                                            |                  |             |
| Диаметр головного обтекателя, м         | до 5,1                                                                                         | 3,7−4,1          |             |
| Подготовка к пуску                      | менее суток; автоматизированная                                                                | 2−5 дней; ручная |             |
| Количество деталей в изделии            | менее 2000                                                                                     | ~4500            |             |
| Трудоемкость, тыс человеко-часов        | 174                                                                                            | 220              |             |
| Стоимость изделия, млн рублей           | 900                                                                                            | 1280             |             |
| Стоимость пуска, млн долларов           | многоразовый вариант без РБ — 22 одноразовый вариант без РБ — 30 одноразовый вариант с РБ — 35 | ~45,0            |             |

## Применение
- 18 марта 2021 года исполнительный директор Роскосмоса по перспективным программам и науке Александр Блошенко в рамках ежегодного международного СПГ Конгресса представил презентацию, из которой следует, что к 2030 году ожидается не менее 13-14 пусков «Амура» ежегодно[60].

### Возвращение и посадка первой ступени
После торможения в атмосфере за счет второго включения центрального двигателя (первый раз он будет запущен при старте ракеты в космос) ступень будет снижаться в район посадочной площадки, маневрировать для точной посадки, затем открывать посадочные штанги и мягко приземляться за счет третьего срабатывания двигателя. В дальнейшем дежурный расчет посадочной площадки сложит штанги и рули ступени и обеспечит её погрузку в транспортный контейнер. Перевозиться обратно на космодром блок будет двумя возможными способами — на внешней подвеске тяжёлого транспортного вертолета Ми-26 или на грузовой платформе по железнодорожной ветке (при её наличии в районе площадки приземления). По прибытии ступени в монтажно-испытательный комплекс Восточного будет проводиться её внешний осмотр, а также проверка работоспособности основных узлов и агрегатов двигателя.

### Посадочные площадки
По состоянию на сентябрь 2020 года, площадки приземления для посадки первой ступени «Амура» оборудуют на космодроме Восточный и на побережье Охотского моря. Морская платформа для посадки возвращаемого блока ракеты не планируется, так как погодные условия Охотского моря сильно затрудняют стабильную эксплуатацию такой плавучей площадки.
2 декабря 2021 года исполнительный директор Роскосмоса по перспективным программам и науке Александр Блошенко сообщил на VI Всероссийском форуме космонавтики и авиации «Космостарт», что после выполненной рекогносцировки госкорпорация определила на космодроме Восточный место для старта и посадки «Амура-СПГ»: это должен быть обособленный комплекс, с отдельной инфраструктурой — от магазина с сувенирами до современной смотровой площадки.

## Оценка стоимости создания и финансирование разработки
- Победителем конкурса Роскосмоса на разработку опытного образца метанового двигателя стало Воронежское Конструкторское бюро химавтоматики (КБХА). Цена контракта составила более 765 млн рублей.
- 18 сентября 2019 года на встрече главы Роскосмоса Дмитрия Рогозина с участниками V Всероссийской научно-практической конференции «Орбита молодёжи» в «Военмехе» была представлена презентация, из которой следует, что стоимость изготовления «Союза-7» составит около 900 миллионов рублей, он будет примерно на треть дешевле «Союза-2.1б» (1,28 млрд рублей). Стоимость пуска будет на 10 % дешевле, чем у «Союза-2.1б» — 40,5 против 45 млн долларов[63][64].
- В мае 2020 года «Роскосмос» заключил контракт с КБ химавтоматики на сумму 6,3 млрд рублей на создание двигателя РД-0169.
- 21 августа 2020 года Роскосмос объявил конкурс на создание космического ракетного комплекса (КРК) с ракетой-носителем «Амур» с начальной стоимостью контракта 407 млн рублей[65].
- 5 октября 2020 года исполнительный директор Роскосмоса по перспективным программам и науке Александр Блошенко сообщил СМИ, что общая стоимость создания ракеты от подписания контракта на эскизное проектирование до первого старта в 2026 году не превысит 70 млрд рублей[66].

### Госконтракты
1. Закупка № 0995000000220000033. «Создание на космодроме „Восточный“ космического ракетного комплекса с ракетой-носителем среднего класса на сжиженном природном газе (Шифр ОКР: „Амур-СПГ“) Создание на космодроме „Восточный“ космического ракетного комплекса с ракетой-носителем среднего класса на сжиженном природном газе. Эскизный проект (Шифр СЧ ОКР: „Амур-СПГ-ЭП“)».